# 市长 (比利时)
在比利时，市长（荷蘭語：burgemeester）是市镇行政权的持有者，也是政府在市镇的代表。市长与市议会任期相同，即六年。

## 名称
比利时的市长在法语中通称“bourgmestre”。在瓦隆大区和布鲁塞尔首都大区，市长有时被称为“mayeur”或“maïeur”（该词借自瓦隆语“mayeur”，与法语“maire”同源），特别是在媒体中，但在官方文件中没有使用。在戈姆地区，经常使用“maire”一词，与法国相同。

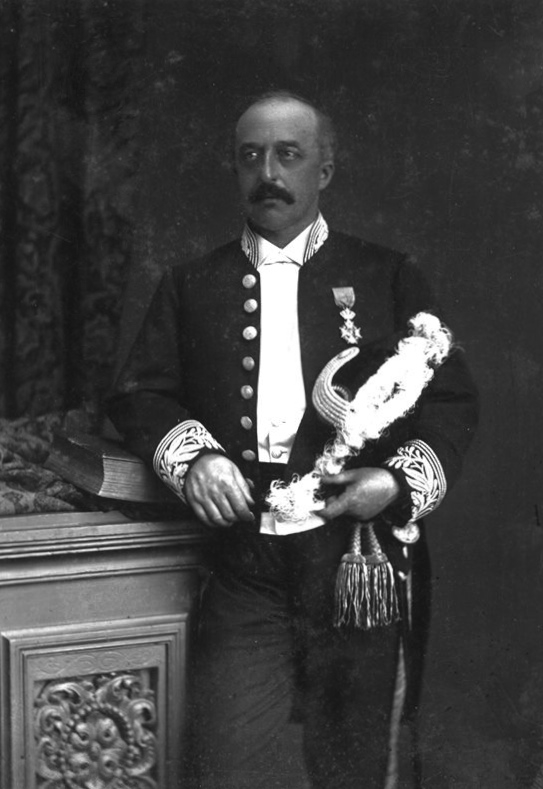
沙勒罗瓦市长朱尔·奥当（法语：Jules Audent）穿着全套市长服装
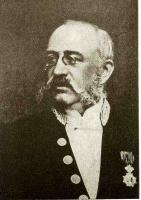
布鲁塞尔市长费利克斯·范德斯特拉滕（法语：Félix Vanderstraeten）
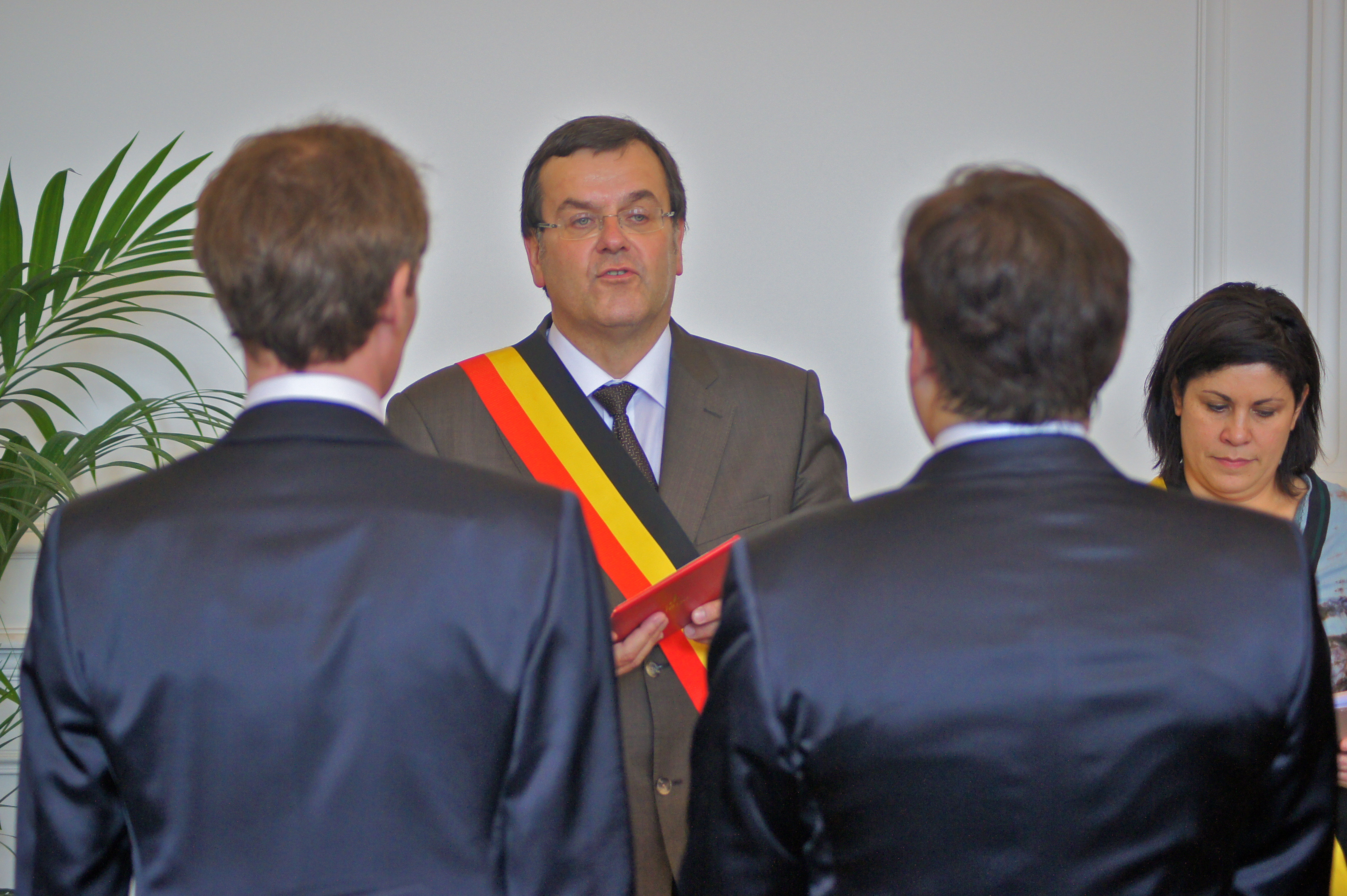
列日市长维利·德梅耶（法语：Willy Demeyer）肩披绶带
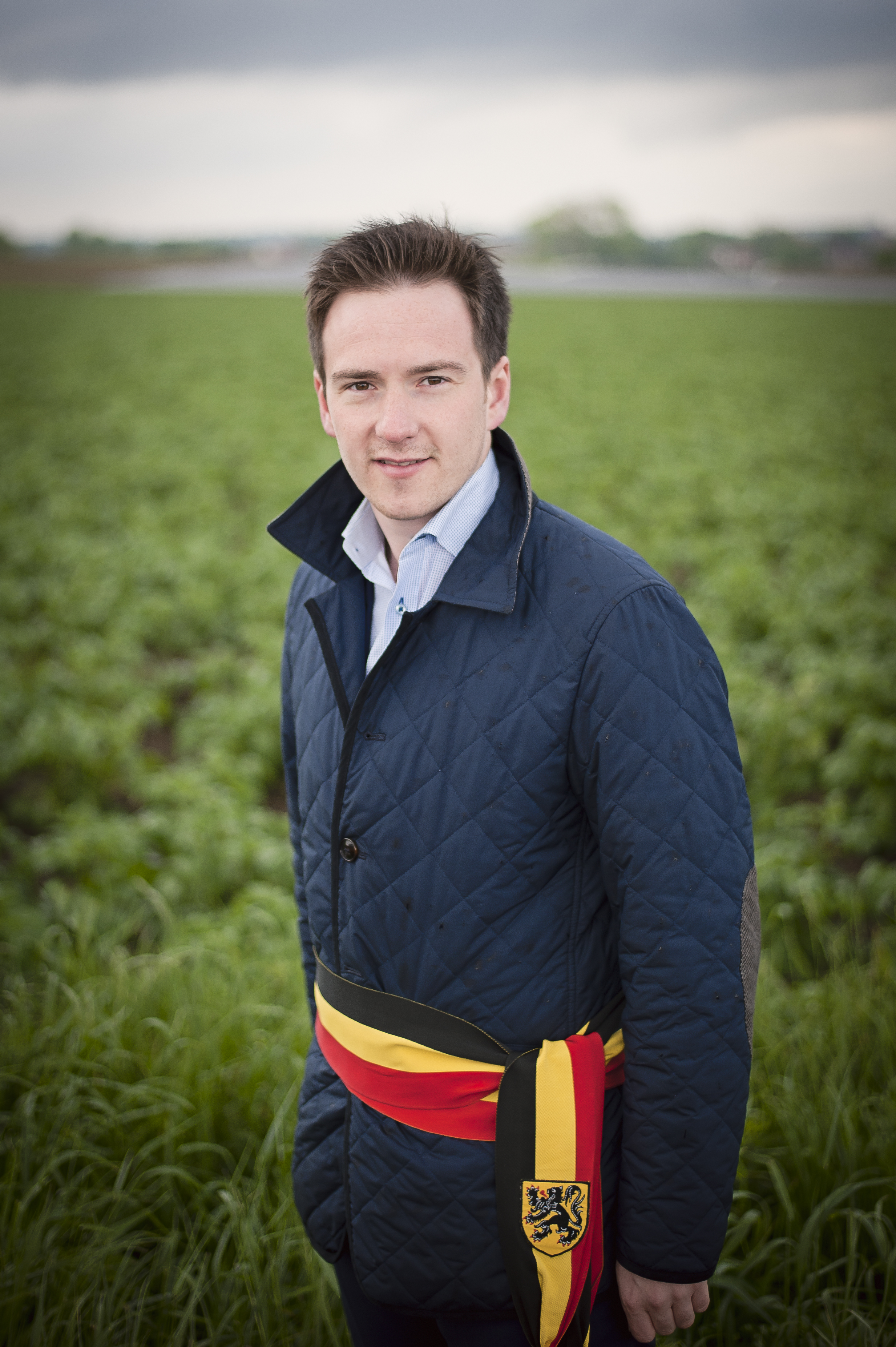
斯塔登市长弗兰塞斯科·范德耶赫德（法语：Francesco Vanderjeugd）腰系绶带